# Франко Бано
Франко Антонио Бано (на испански: Franco Antonio Bano) е аржентински футболист, централен защитник. Роден е на 30 март 1986 г. в град Ла Плата, Аржентина. От септември 2012 г. е състезател на уругвайския КА Атенас.

## Кариера
Бано започва да играе в професионалния футбол в отбора на родния си град Естудиантес де Ла Плата през 2005 г. След това от 2007 г. до 2008 г. играе в аржентинския Тиро Федерал. От 2008 г. до 2011 г. играе за уругвайския Мирамар Мисионес. През юли 2011 г. преминава в Лудогорец (Разград) . През почти едногодишният си престой в „Лудогорец“ участва в няколко контролни мача, като отбелязва един гол в контролата „Лудогорец“-ФК Сумгайът 4-1, , но не успява да се наложи в титулярния състав като не изиграва нито един официален мач. През септември 2012 г. преминава в уругвайския КА Атенас.

## Успехи

### „Лудогорец“
- Шампион на A ПФГ: 2011-12
- Носител на купата на България: 2012